# Chris Klug
Chris Klug (n. 18 noiembrie 1972, Colorado, SUA) este un sportiv ce a reprezentat Statele Unite ale Americii, medaliat olimpic. A participat la 2 ediții ale Jocurilor Olimpice (2002, 2010) în care a câștigat o medalie de bronz.